# Satyrium compactum
Satyrium compactum är en orkidéart som beskrevs av Victor Samuel Summerhayes. Satyrium compactum ingår i släktet Satyrium och familjen orkidéer. Inga underarter finns listade i Catalogue of Life.